# Килікюла
Килікюла (ест. Kõliküla), також Киллі (ест. Kõlli) — село в Естонії, входить до складу волості Орава, повіту Пилвамаа.